# آنتوان آرنو
آنتوان آرنو (به فرانسوی: Antoine Arnauld) شاعر، متخصص الهیات، فیلسوف و ریاضی‌دان قرن هفدهم میلادی اهل فرانسه است.